# Groupe Figaro
Le Groupe Figaro, anciennement Dassault Médias, est un groupe médiatique français fondé en juin 2011 à la suite du démantèlement du groupe Socpresse.
Il contrôle le journal Le Figaro via la Société du Figaro.
Le groupe a aussi d'autres activités, notamment dans le tourisme, le spectacle, la communication et la télévision.
Le groupe Figaro est détenu par la famille Dassault via sa holding GIM. Depuis 2011, il est dirigé par Marc Feuillée.
En 2023, son président est Charles Edelstenne, également président du constructeur Dassault Aviation.

## Histoire

### Acquisition de Socpresse par Serge Dassault
Entre 2005 et 2006, le siège du groupe, les rédactions du Figaro, du Figaro Magazine, de Madame Figaro ainsi que la régie Publiprint (devenue Figaro Média) quittent le siège depuis 1975 au 37, rue du Louvre (Paris 2e) pour emménager au 14, boulevard Haussmann (Paris 9e),. La société Socpresse devient officiellement Dassault Médias (Groupe Figaro) en juin 2011,.
Nicolas Beytout quitte la direction du groupe et rejoint le pôle médias de LVMH. Certains journalistes y voient la raison des tensions qui ont opposé la rédaction à son directeur depuis son arrivée. Le grand reporter Patrick de Saint-Exupéry, parle de « blocages permanents » de la part de Nicolas Beytout.
En février 2006, Le Figaro rachète le site d'information et de contenu sportif sport24.com qui gérait déjà depuis 2004 la rubrique sport du Figaro.fr ; c'est la première fois que Le Figaro fit une acquisition de ce type. En mai 2007, Le Figaro achète le site culturel evene.fr, qui trouve rapidement des synergies avec Le Figaroscope,.
En juin 2007, c'est au tour de la billetterie spectacles « Ticketac.com » d’être achetée par le groupe,. En novembre 2007, Étienne Mougeotte devient directeur des rédactions du groupe Figaro. En 2008, le groupe reprend la société Météo Consult, qui comprend La Chaîne Météo.
En décembre 2008, il acquiert La Banque Audiovisuelle, la société éditrice de vodeo.tv, par sa filiale The Skreenhouse Factory, dédiée à la télé et à la vidéo sur Internet.
Le 18 mai 2009, le groupe Figaro rachète Particulier et Finances Éditions, comprenant Le Particulier, Le Particulier pratique, Le Particulier Immobilier et La Lettre des Placements, ainsi qu'une trentaine de guides pratiques et le site leparticulier.fr.
En septembre 2010, il reprend Adenclassifieds, après une OPA amicale. La filiale devient Figaro Classifieds et regroupe notamment Cadremploi, Keljob.com, kelformation, kelstage, kelsalaire.net, CVmail, Explorimmo, CadresOnline, OpenMedia, Seminus, Microcode et achat-terrain.com. Les sites achat-terrain.com et constructeurs-maisons.com, créés en 2005, sont rachetés en septembre 2012.
En juin 2014, le groupe fait l'acquisition de Campus-Channel, une plateforme vidéo pour étudiants lancée en 2011.

### Rachat du groupe CCM Benchmark
En septembre 2015, le groupe Figaro propose une offre de rachat au groupe CCM Benchmark, qui possède les sites Comment ça marche, Le Journal du Net, L’Internaute et Copains d'avant. L'acquisition de ces sites leader permet au Figaro de passer de la quinzième place dans le Web hors-mobile à la quatrième place, avec 24 millions de visiteurs uniques, derrière Google (41 millions), Microsoft (35 millions), et Facebook (26 millions). « Cette acquisition nous permet de changer de dimension et de nous battre directement contre Facebook ou Orange en France », se félicite Marc Feuillée, directeur général du groupe Figaro, qui revendique, avec CCM Benchmark, la place de « leader français des médias numériques ».

## Identité visuelle (logo)

Logotype du groupe Figaro
Entre 2009 et 2015.
Pour le groupe Figaro - CCM Benchmark depuis 2015.

## Activités

### Le quotidienLe Figaroet ses suppléments

Logo de la marque Figaro à partir de 2009.

Tous les jours, le quotidien est accompagné d'un supplément imprimé sur papier saumon, Le Figaro Économie, ainsi que d'un troisième cahier, Le Figaro et vous.
En outre :
- l'édition du lundi est accompagnée d'un supplément au format tabloïd, Le Figaro Réussir ainsi que de 4 pages spéciales Santé depuis février 2010 ;
- l'édition du mardi est accompagné d'un supplément de 8 pages, New York Times ;
- l’édition du mercredi est en plus des quatre cahiers habituels il est composé du cahier Le Figaro Étudiant et est accompagnée en Île-de-France d'un supplément spectacles et loisirs, Le Figaroscope ;
- l’édition du jeudi est accompagnée d'un supplément de 8 pages, Le Figaro littéraire ;
- les éditions du vendredi et du samedi sont accompagnées optionnellement de suppléments plus volumineux de type magazine : Le Figaro Magazine, Madame Figaro et TV Magazine.

### Autres suppléments, rubriques et titres
- Le Figaro Patrimoine est un supplément du Figaro publié mensuellement ;
- Le Figaro Étudiant, est un supplément du Figaro publié mensuellement ;
- F, l'art de vivre (préalablement Almaviva) [19] est un supplément du Figaro publié six fois par an (septembre, octobre, novembre, mars, avril, mai) depuis septembre 2015 ;
- Chaque semaine, un tome des « essentiels » de l'Encyclopædia Universalis, a été vendu en supplément le mardi, le premier tome étant gratuit. Cette encyclopédie contenait 6 000 articles, 17 000 notices et 200 000 liens ;
- Une édition sans suppléments était publiée le samedi sous le titre Le Figaro - L'Aurore (ce double titre exista comme quotidien dans les années 1980 après le rachat de L'Aurore par Robert Hersant, il subsista quelque temps avant de disparaître, il ne se différenciait du Figaro que par la une).
- Paris Chic est un cahier d'une trentaine de pages qui propose une sélection d'articles du cahier “Et vous”, consacré à l'art de vivre et du Figaroscope, destiné aux Chinois aisés en visite à Paris ;
- Le groupe Figaro relance le titre Jours de France, spécialisé sur l'actualité des célébrités et les familles royales européennes, il apparaît d’abord sous forme de site internet en 2011, puis en magazine papier, édité chaque trimestre depuis le 7 août 2013[20],[21].

### Édition en ligne,lefigaro.fr
L'adresse du journal en ligne est lefigaro.fr depuis 1999.
En janvier 2010, lefigaro.fr s'est doté de fonctionnalités réservées aux abonnés. L’accès aux articles en archive est également payant. En septembre 2011, le quotidien lance un magazine du vin en ligne. En février 2014, est lancé FigaroVox, une plate-forme de débats d'idées,.
Le Figaro est en 2008, le premier site d'information sur Internet selon les données d'audience d'Internet publiées par Nielsen Médiamétrie/NetRatings. Le 17 novembre 2011, le site se voit attribuer une seconde fois le titre de « meilleur média sur mobile » lors des Trophées Internet Mobile 2011. En 2013, il est toujours classé comme étant le premier site de presse française en ligne. En novembre de la même année, il bat le record des 11 millions de visiteurs uniques sur un site Internet d'information français.
Le 13 avril 2015, est lancé Figaro Premium, une offre payante (9,90 par mois au départ, 15 euros à terme ; accessible gratuitement pour les abonnés du journal). Elle donne accès à tous les articles du Figaro et de ses magazines dérivés dans une version de lecture plus confortable et avec peu de publicité, et ce, dès 22 heures la veille au soir de la parution en papier. À ce stade, les activités numériques représentent 25 % du chiffre d'affaires du groupe et 22 % des revenus publicitaires. Diverses plates-formes sont en parallèle créées : le Scan Politique, le Scan Sport, le Scan TV, le Figaro Immobilier, le Figaro Jardin et récemment, le Scan Éco.
L'évolution du nombre d'abonnés numériques est rapide. En 2017, Le Figaro en compte 80 000, chiffre auquel il faut alors rajouter 70 000 abonnés à la fois au papier et au numérique. En 2019, il figure parmi les 50 sites les plus visités en France et compte 130 000 abonnés numériques. La barre des 200 000 abonnés au site web est franchie en novembre 2020.
Une étude réalisée début 2020 par la société de sécurité informatique « SafetyDetectives » indique que les données personnelles d'abonnés au site du journal ont été exposées sur un serveur non protégé.

#### FigaroVox
FigaroVox est une rubrique du figaro.fr qui se veut un lieu de débats d'idées. Il s'agit du prolongement sur Internet des pages « débats et opinions » du quotidien papier, également dirigées par Vincent Trémolet de Villers. Voulue par Alexis Brézet sur le conseil de Patrick Buisson, cette plateforme entend s'inscrire dans le sillage de Marianne, Atlantico ou Causeur, précurseurs en la matière.
Le FigaroVox est créé par Vincent Trémolet. Depuis 2019, la rubrique est dirigée par Guillaume Perrault ; Alexandre Devecchio en est le rédacteur en chef adjoint. En 2020, la rubrique compte six chroniqueurs réguliers, Bertille Bayart, Nicolas Baverez, Renaud Girard, Mathieu Bock-Côté, Luc Ferry, Ivan Rioufol, auxquels il faut ajouter les contributeurs invités.
Le FigaroVox est considéré par Nolwenn Le Blevennec de Rue89 comme la « plateforme de la droite dure du Figaro ». D'après Causeur, FigaroVox publie des auteurs qui signent également dans des publications comme Valeurs actuelles et Boulevard Voltaire, ce qui aurait pu faire craindre que la rubrique devienne un « ghetto » de « néo-réacs ». Mais selon Causeur, la rubrique ouvre ses portes à des auteurs aussi bien de gauche que de droite. Vincent Trémolet de Villers assure « veiller au respect de l’équilibre et à la variété des points de vue sur le site ». D'après Nolwenn Le Blevennec, cependant, le FigaroVox conserve une ligne éditoriale plutôt conservatrice et souverainiste, et demeure une plate-forme où « on peut lire le FN dans le texte ou lier islam et Daech ». Les personnalités de gauche, comme Gaël Brustier, Jean-Luc Mélenchon, Thomas Guénolé, y sont invitées « parfois ».

## Participations et filiales

### Société du Figaro
- Le Figaro ;
- Le Figaro Magazine ;
- Madame Figaro ;
- Sport24 ;
- Le Figaro Étudiant ;
- TV Magazine ;
- Jours de France.

### Figaro Classifieds
- Cadremploi ;
- Keljob.com ;
- Kelformation ;
- Campus Channel ;
- Viadeo ;
- ChooseYourBoss ;
- Achat-Terrain ;
- Figaro Immo ;
- Figaro Immoneuf ;
- Propriétés Le Figaro.

### CCM Benchmark Group
- Comment ça marche ;
- L'Internaute ;
- Le Journal des femmes ;
- Le Journal du Net ;
- Droit-Finance ;
- Hugo l'Escargot ;
- Jeux-Gratuits.com ;
- Copains d'avant ;
- PhonAndroid.

### Météo consult
- La Chaîne météo ;
- Figaro Nautisme.

### Autres structures
- Particulier et Finances Éditions : Le Particulier ;
- Marco Vasco : Prestige Voyages ;
- Les Maisons de la Chine et de l'Extrême-Orient : Les Maisons du Voyage ;
- Ticketac ;
- Groupe SECOM (38,5 %) ;
- Gala.

## Partenariats
Le groupe Figaro commandite la course à la voile, la Solitaire du Figaro depuis sa création en 1970.
Le journal et le Centre de recherches politiques de Sciences Po (CEVIPOF) présentent leurs « Études politiques ».
Le Figaro remplace Le Monde comme partenaire de l'émission Le Grand Jury (septembre 2006).
En partenariat avec Dargaud Benelux, le journal lance en 2010, une collection en vingt tomes de XIII en édition « prestige » et une prépublication des derniers tomes de la série tout l'été de la même année dans le Figaro Magazine. Par ailleurs, le quotidien a aussi proposé un florilège de bandes dessinées, de Largo Winch à Blake et Mortimer en passant par Gaston, Tintin, Lucky Luke et Spirou et Fantasio.